# Black Moccasin
 Black Moccasin (Ehtohkpahshepeeshah) (mort après 1832) était un chef amérindien hidatsa. Il est connu pour avoir rencontré l’expédition Lewis et Clark en 1804 lors de leur hivernage à Fort Mandan dans le Missouri.

## Postérité
L’artiste George Catlin réalisa un portrait de Black Moccasin en 1832.